# Поволжский государственный технологический университет
Пово́лжский госуда́рственный технологи́ческий университе́т (ПГТУ, Волгате́х, луговомар. Юл кундем кугыжаныш технологий университет, горномар. Йыл кугижӓншӹ технологий университетӹн) — единственный технический (технологический) и один из первых вузов республики Марий Эл, крупнейший учебно-научный центр республики. Университет проводит совместные научные исследования с вузами и организациями Великобритании, Канады, Нидерландов, США, Франции, Финляндии, Греции, Германии, Китая; работает по программам ТЕМПУС, ТАСИС, «Культурная инициатива» и др.

## Названия
- 1932—1968 — Поволжский лесотехнический институт им. М. Горького (ПЛТИ).
- 1968—1982 — Марийский политехнический институт им. М. Горького (МарПИ)
- 1982—1995 — Марийский Ордена Дружбы народов политехнический институт им. М. Горького (МПИ).
- 1995—2012 — Марийский государственный технический университет (МарГТУ)[3].
- 2012 — настоящее время — Поволжский государственный технологический университет (ПГТУ)[4].

## История
Датой основания считается 5 июня 1932 года, когда вышло постановление Наркомлеса СССР о переводе из Казани в Йошкар-Олу Казанского лесотехнического института и был одновременно переименован в Поволжский лесотехнический институт (ПЛТИ). Постановлением Секретариата ЦИК СССР от 13 декабря 1932 года Поволжскому лесотехническому институту присвоено имя М. Горького.
ПЛТИ играл важную роль в подготовке инженерных кадров для страны в годы индустриализации. Выпускники работали в отечественной лесной промышленности, работая директорами, главными специалистами лесхозов, леспромхозов, лесных трестов и других лесных предприятий, организаций.
Самым сложным периодом были военные и послевоенные годы. С осени 1941 года по август 1943 года коллектив жил и работал в эвакуации в лесном посёлке Мушмари Звениговского района. Но и там институт продолжал выпускать квалифицированные кадры и позволил внедрить важные для фронта научные идеи, за что и получил благодарности правительства и Верховного Главнокомандующего страны.
1950—1956 годы — в этот период произошёл рост и наращивание сил, предопределивший его превращение в политехнический вуз. Результатом этой деятельности стало внедрение в производство 84 научно-исследовательские и опытно-конструкторские работы. Это безусловная заслуга директора — ректора М. Д. Данилова.
В 1968 году в связи с ростом потребностей Волго-Вятского региона и Марийской АССР в инженерных кадрах различных специальностей Поволжский лесотехнический институт преобразован в Марийский политехнический институт (МарПИ). В первое же десятилетие под руководством ректора Г. С. Ощепкова открыты новые факультеты: инженерно-строительный, радиотехнический, технологии деревообработки, машиностроительный, мелиоративно-дорожный. И в конце 70-х гг. были созданы учебная замкнутая телевизионная система, учебно-вычислительный центр, оформлен первый дисплейный класс.
В 1982 году за заслуги в подготовке высококвалифицированных специалистов для народного хозяйства и развитии научных исследований институт награждён орденом Дружбы народов.
Достигнутый вузом уровень учебно-методической и научной работы дал основание коллективу получить 31 марта 1995 года статус государственного технического университета (МарГТУ).
Приказом Федерального агентства по образованию № 1166 от 29 июня 2007 года Марийский государственный технический университет реорганизован в университетский комплекс в форме присоединения к нему в качестве структурных подразделений:
- федерального государственного образовательного учреждения среднего профессионального образования «Йошкар-Олинский аграрный колледж»;
- государственного образовательного учреждения «Профессиональное училище № 1»;

А также присоединились к университету в форме обособленных структурных подразделений (филиалов университета):
- государственного образовательного учреждения среднего профессионального образования «Марийский целлюлозно-бумажный техникум» (теперь Волжский филиал ПГТУ)
- государственного образовательного учреждения среднего профессионального образования «Мариинско-Посадский лесотехнический техникум» (теперь Мариинско-Посадский филиал ПГТУ)

В 2012 году Марийский государственный технический университет был преобразован в Поволжский государственный технологический университет.
В 2015 путём слияния пяти из десяти факультетов (ФЛХиЭ, ФПиВР, СФ, ЛПФ и ММФ) были образованы три института и пять факультетов.

## Лицензия
ПГТУ имеет Свидетельство о государственной аккредитации № 1334 от 23 июня 2008 г. и лицензию на право ведения образовательной деятельности в сфере высшего профессионального образования № 10093 от 28 марта 2008 г. Федеральной службы по надзору в сфере образования и науки.

## Здания ПГТУ

### Учебные корпуса ПГТУ

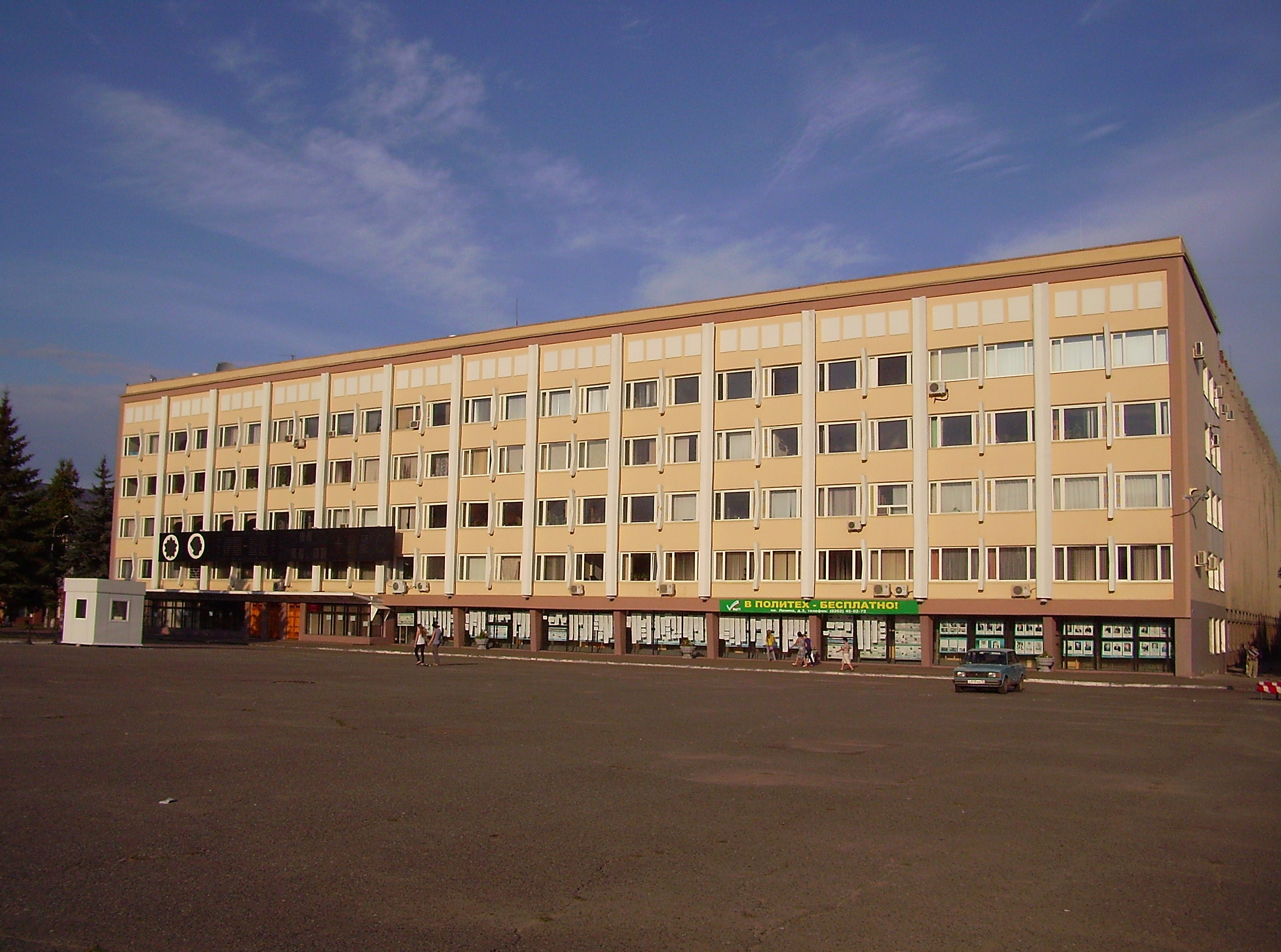
Вид главного корпуса ПГТУ (1 корпус)

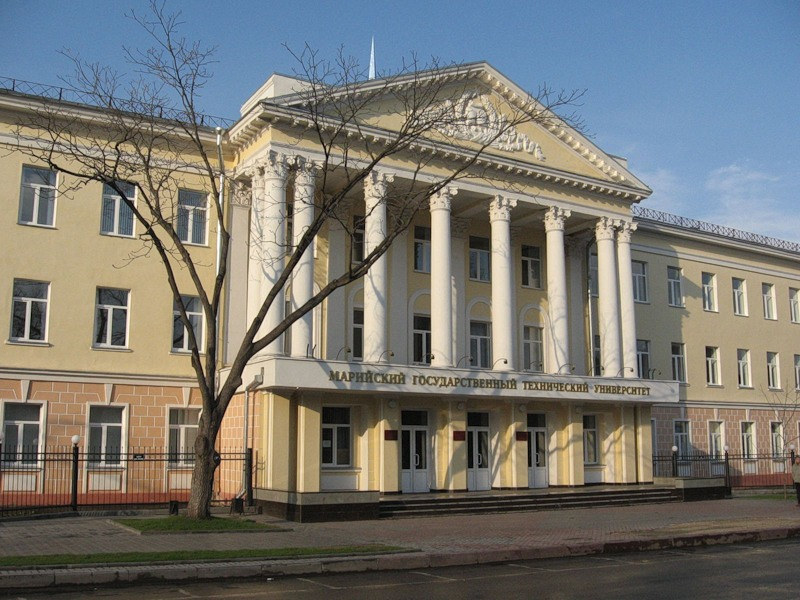
Вид 2 корпуса ПГТУ

- Корпус № 1 (главный корпус)

Расположение: Йошкар-Ола пл. Ленина, д. 3 56°37′49″ с. ш. 47°53′34″ в. д.
- Корпус № 2

Расположение: Йошкар-Ола ул. Советская, д. 158 56°37′42″ с. ш. 47°53′29″ в. д.
Здание было построено в 1951 году по проекту архитектора П. А. Самсонова. Комплексная реконструкция была произведена в 2008 году.
- Корпус № 3

Расположение: Йошкар-Ола ул. Панфилова, д. 17 56°37′19″ с. ш. 47°53′07″ в. д.
- Корпус № 4

Расположение: Йошкар-Ола ул. Волкова, д. 155а 56°37′45″ с. ш. 47°53′32″ в. д.
- Корпус № 5

Расположение: Йошкар-Ола ул. Строителей, д. 99.

### Общежития
- Общежитие № 1 — ул. Волкова 143.
- Общежитие № 2 — ул. Советская 150.
- Общежитие № 3 — ул. Советская 148.
- Общежитие № 5 — ул. Волкова 149.
- Общежитие № 6 — ул. Панфилова 15.
- Общежития № 7 / 8 — ул. Карла Маркса 120/120 «А».
- Общежитие № 9 «Дом студента и аспиранта» — ул. Панфилова 15. Комфортабельное десятиэтажное общежитие на 450 человек торжественно открылось 25 января 2010 года. Общежитие отвечает всем европейским стандартам. Главные отличия от других общежитий: двухкомнатные блоки с санузлом и душевой, кухни-столовые, оборудованные современной бытовой техникой, компьютерный класс для самостоятельных занятий, комфортабельный конференц-зал, беспроводной доступ в Интернет из каждой комнаты[9].

## Именные аудитории
Традиция именных аудиторий была начата 2003 году. Каждый почётный доктор ПГТУ имеет именную аудиторию. Обязательный атрибут: табличка с именем, фотопортрет с краткой информацией. Как правило, аудитории самые современные — от дизайна до технического оснащения.
В главном корпусе ПГТУ 7 именных аудиторий:
1. Леонида Маркелова − президента республики Марий Эл. Открылась в ноябре 2006 года[10].
2. Василия Бочкарёва — губернатора Пензенской области.
3. Александра Торшина — заместителя председателя Совета Федерации РФ.
4. Николая Куклина — президента Попечительского совета университета.
5. Ильи Ломакина-Румянцева — начальника экспертного управления президента.
6. Геннадия Александрова — президента ОАО «Маригражданстрой». Открылась в июле 2010 года[11].
7. Мухаммата Гатиятуллина — начальника ГУ «Волго-Вятскуправтодор».

## Структура
Поволжский государственный технологический университет включает в себя 5 факультетов, 5 институтов и 2 центра:

### Факультеты (в скобках — год основания)
1. ЭФ — Экономический факультет (1940)
2. РТФ — Радиотехнический факультет (1971)
3. ФСТ — Факультет социальных технологий (1999)
4. ФИиВТ — Факультет информатики и вычислительной техники (2000)
5. ФУП — Факультет управления и права (2001)

### Институты
- Ботанический сад-институт
- Институт дополнительного профессионального образования (ИДПО)

1. ИЛП — Институт леса и природопользования (образован путём объединения ФЛХиЭ и ЛПФ в 2015 году)
2. ИММ — Институт механики и машиностроения (преобразован из Механико-машиностроительного факультета в 2015 году)
3. ИСА — Институт строительства и архитектуры (образован путём объединения СФ и ФПиВР в 2015 году)

#### Институт дополнительного профессионального образования
Институт дополнительного профессионального образования (ИДПО) предоставляет возможность освоить широкий спектр образовательных программ дополнительно к базовому образованию:
- Государственное и муниципальное управление
- Менеджмент организации
- Маркетинг. Русско-голландская программа «РИМА-А»
- Бухгалтерский учёт, анализ и аудит
- Финансы и кредит
- Лесное хозяйство
- Оценка стоимости предприятия (бизнеса)
- Специалист в области компьютерной графики и Web- дизайна (Web- дизайнер)
- Менеджер строительства
- Экономист-аналитик производственно-хозяйственной организации
- Системный инженер (специалист по эксплуатации аппаратно-программных комплексов персональных ЭВМ и сетей на их основе)
- Менеджер по развитию персонала
- Консультант по правовому обеспечению предприятия
- Переводчик в сфере профессиональной коммуникации

### Центры
- Центр гуманитарного образования (ЦГО)
- Центр фундаментального образования (ЦФО)

### Филиалы
- Волжский филиал
- Мариинско-Посадский филиал[12]
- Учебно-опытный лесхоз ПГТУ[13]

### Колледжи
- Йошкар-олинский аграрный колледж[14]
- Высший колледж ПГТУ "Политехник"[15]

## Студенческая жизнь

### Занятия спортом
В распоряжении студентов имеются: 2 стрелковых тира, оздоровительно-спортивный лагерь «Политехник», четыре больших и 6 малых залов, одна лыжная база, зал силовых тренажёров. Также ведётся тренировочная работа по силовой подготовке, теннису, боксу, рукопашному бою, Вьет-Во-Дао, оздоровительной аэробике, настольному теннису.

#### Баскетбол
Баскетбольная команда «МарГТУ» была создана 1972 году. Инициатором была кафедра физвоспитания (старшим преподавателем Юрием Яковлевичем Ожигановым, который и был главным тренером до 1980 года). Были завоёваны золотые медали в Политехниаде СССР в 1984 и 1987 годах. Команда стала третьей в дивизионе «Восток» по итогам регулярного первенства и пятое — в финальном турнире в сезон 06/07.

### Место отдыха
Для отдыха студентов и сотрудников университета есть спортивно-оздоровительный лагерь «Политехник», который расположен на территорий национального парка «Марий Чодра», на берегу озера Яльчик Волжского района республики Марий Эл.
Лагерь официально открылся 1965 году по постановлению Совета Министров Марийской АССР «Об отводе земельных участков для общественных и других надобностей».
Сегодня «Политехник» занимает площадь в 7,2 гектар и включает в себя:
- столовую на 200 мест;
- двух-, трёх- и пятиместные домики для семейного проживания;
- щитовые и каменные корпуса для размещения групп по 30-40 человек.

В лагере ежегодно проводятся:
- Фестиваль «Любимый Яльчик» — под эгидой попечительского совета университета;
- Межрегиональный «Музыкальный фестиваль» — организован любителями авторской песни;
- Научно-практические конференции;
- Семинары.

## Награды и премии
- Орден Дружбы народов (1982).
- Премия Ленинского комсомола (1989) — за опытно-конструкторские работы и внедрение новых транспортно-технологических средств, заслуги в подготовке высококвалифицированных кадров для народного хозяйства.[источник не указан 3117 дней]

## Комментарии
1. ↑  Под руководством профессоров М. Л. Дворецкого, В. Н. Смирнова, И. С. Аверкиева, М. Д. Данилова, П. В. Воропанова и доцентов И. И. Гаврилова, А. Р. Чистякова, П. П. Сулханова, В. Е. Печёнкина, М. В. Пайбердина, В. И. Мельникова, Ю. Я. Дмитриева, П. В. Алексеева и др